# Rockwell B-1 Lancer
Rockwell B-1 Lancer är ett fyrmotorigt amerikanskt långdistansbombflygplan som kan bära såväl konventionella bomber som markmålsrobot. B-1:an är konstruerad för överljudshastighet och har en räckvidd på uppemot 12 000 kilometer. 
B-1 har utfällbara vingar och den första flygningen genomfördes 1974. Planet, som var tänkt som en ersättare till bombflygplanet Boeing B-52 Stratofortress, skulle kunna gå i överljudsfart.  
Initialt planerades en 'räddningskapsel' för hela besättningen snarare än individuella katapultstolar. Denna 'räddningskapsel' skulle, förutom fallskärm, även ha airbags vilka de senare var tänkt att ytterligare dämpa landning. Dessa airbags var också tänkta att fungera som flottörer vid en eventuell landning till sjöss. Till slut blev det dock endast de tre första prototyperna som utrustades med denna  'räddningskapsel', efterföljande prototyper och produktionsflygplan utrustades med konventionella raketstolar. 
Efter att Jimmy Carter valdes till USA:s president lades projektet på is, men togs upp igen när Reagan valdes till president. 
Det visade sig att metallutmattning på många B-52:or gjorde det nödvändigt med helt nya plan. År 1985 inleddes leverans av 100 B-1:or till USA:s flygvapen. Den har tre inre vapenrum som också kan fyllas med extratankar. B-1 har även ett mycket avancerat vapen- och motmedelssystem. År 1998 användes flygplanet för första gången i krig, och då i Irak. Flygvapnet hade tidigare haft problem med både motorer och motmedelssystem. Från 1990-talet kan B-1:an även utrustas också med konventionell beväpning och sedan 2011 kan inga B-1:or bära kärnvapen, vilket kontrolleras årligen av Ryssland i enlighet med nedrustningsavtalet New START. B-1 kan lufttankas.